# Konquest
El Konquest és un videojoc d'estratègia per torns, distribuït segons la Llicència Pública General de GNU per al KDE. El Konquest va ser desenvolupat originalment per Russ Steffen. És la versió per al KDE del GNU-Lactic Konquest. L'objectiu és conquerir la galàxia mitjançant atacs als planetes enemics. S'hi pot jugar de dues maneres:
- Humà contra IA i
- Humà contra humà, en un mateix ordinador.

No s'hi pot jugar observant una partida d'Intel·ligència Artificial contra Intel·ligència Artificial.

## La partida

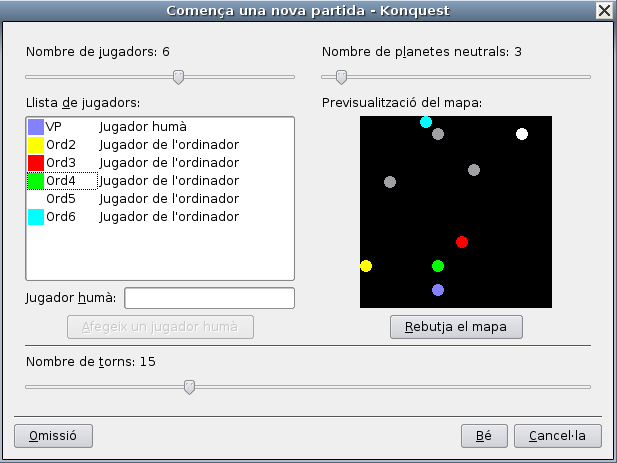
Pantalla d'inici

### Abans del joc
A la pantalla d'inici de la partida (imatge de l'esquerra) hi ha diverses opcions:
1. Nombre de jugadors: Cadascú tindrà un jugador, i n'hi pot haver entre 2 i 9.
2. Nombre de planetes neutrals: Els planetes neutrals són uns planetes sense propietari. N'hi pot haver entre un i 35.
3. Mapa: El mapa de com serà la galàxia, amb les posicions assignades dels jugadors. A sota hi ha l'opció de Rebutjar el mapa, per canviar la distribució dels jugadors.
4. Nombre de torns: Hi pot haver entre 5 i 40 torns, tot i que quan s'acaba el joc demana si es vol afegir més torns o acabar la partida.Partida del Konquest

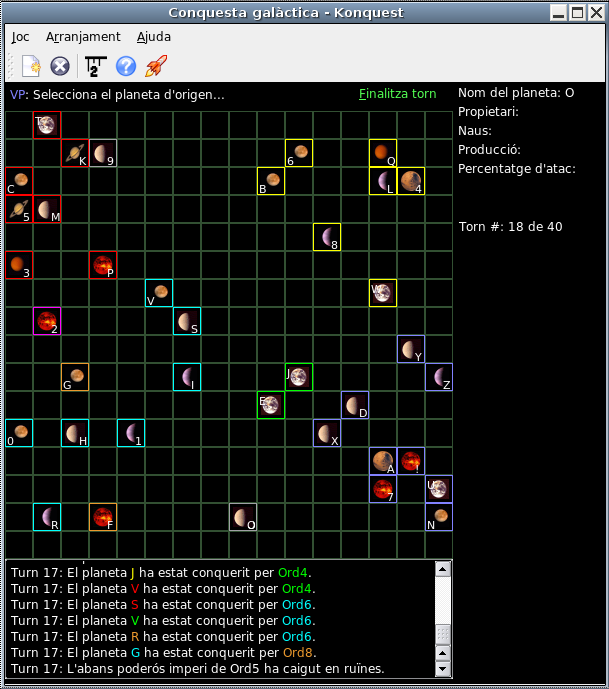
Partida del Konquest

### Principi del joc
Cadascú, quan ja s'ha assignat el nombre i nom dels jugadors, ja a la pantalla del joc, té el seu planeta. Amb aquest planeta podrà, o bé no atacar i guanyar naus, o atacar a altres planetes, tot i que com més naus més probabilitats hi ha de conquerir el planeta, i al primer torn se'n té 10. Si es decideix atacar, s'ha de seleccionar el planeta d'origen (d'on surten les naus) i el planeta destí (on ataquen les naus). Un cop això, hi ha l'opció de dir quantes naus s'envien al planeta destí, que serà, com a màxim, el nombre de naus del planeta d'origen. Quan ja s'ha atacat o no atacat, es clica el botó Finalitza torn. Cada torn guanyes naus per planeta; en guanyes tantes com el nombre de producció (vegeu la secció planetes per a més detalls).

### Final del joc
Un jugador pot guanyar si:
1. S'ha acabat el nombre de torns i el jugador és el que té més planetes o
2. Tots els planetes han estat conquerits per un jugador, i no queda cap altre jugador.

### Durada de la partida
La partida del Konquest dura el nombre de torns configurats a les preferències, però quan s'acaba aquest nombre de torns es pot augmentar entre 1 i 40 torns, i també es pot decidir acabar la partida definitivament. Llavors guanya el jugador amb més planetes conquerits.

## Barra dels controls
A la barra dels controls hi ha:

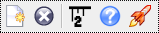
Barra de controls

1. Començar nova partida: Per començar una nova partida.
2. Fi de partida: Per abandonar la partida en què s'està jugant.
3. Mesura distància: Mesura la distància d'un planeta a l'altre en anys llum i l'aproximació de torns què es triga a arribar al planeta destí.
4. Mostra resultats: Opció per mostrar els resultats, on hi ha les naus construïdes, els planetes conquerits, flotes despegades, flotes destruïdes i naus destruïdes.
5. Vista general de la flota: S'hi veuen totes les naus que van en direcció a altres planetes, i informació sobre a quin torn arribaran, quantes, i el percentatge d'atac.

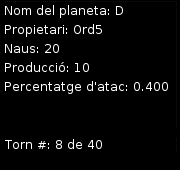
Informació d'un planeta

## Planetes
Els planetes són la clau del joc. Amb els planetes es poden conquerir planetes enemics i defensar-se dels atacs enemics. Els planetes tenen:
1. Nom del planeta: El nom per identificar els planetes. Pot ser qualsevol lletra de l'alfabet, un nombre de l'1 al 9 o algun caràcter com !, #, ^, %, etc.
2. Propietari: El propietari del planeta. Pot ser o bé un jugador humà (nom configurable) o IA (els noms són d'Ord1 a Ord9 segons el nombre de jugadors).
3. Naus: Les naus que té. Serveixen per atacar a les ciutats i defensar-se dels atacs dels enemics.
4. Producció: El nombre de naus que es produeixen cada torn a cada planeta.
5. Percentatge d'atac: La probabilitat de guanyar un atac contra un planeta enemic, el percentatge d'atac al primer planeta és de 0.400.

### Planetes neutrals
Els planetes neutrals són aquells planetes que no tenen cap propietari, i no hi ha informació sobre el nom, el propietari, les naus, la producció o el percentatge d'atac.